# Qiqihar (stacja kolejowa)
Qiqihar (chiń. 齐齐哈尔站; pinyin Qíqíhā’ěr Zhàn) - stacja kolejowa w Qiqihar, w prowincji Heilongjiang, w Chinach. Znajdują się tu 4 perony.